# هنري إل. كوربيت
هنري إل. كوربيت (بالإنجليزية: Henry L. Corbett)‏ هو سياسي أمريكي، ولد في 29 يوليو 1881 في بورتلاند في الولايات المتحدة، وتوفي في 22 أبريل 1957 في دونسموير في الولايات المتحدة. حزبياً، نشط في الحزب الجمهوري.